# Micrabacia
Genre
Micrabacia est un genre éteint de coraux durs de la famille des Meandrinidae.

## Liste d'espèces
Selon World Register of Marine Species (9 juillet 2015), le genre Micrabacia comprend l'espèce éteinte suivante :
- Micrabacia coronula Goldfuss, 1827 †